# Onthophagus desectus
Onthophagus desectus là một loài bọ cánh cứng trong họ Bọ hung (Scarabaeidae).